# Testosterone enanthate
Testosterone enanthate, được bán dưới tên thương hiệu Delatestryl và Xyosted trong số những loại khác, là một loại thuốc androgen và đồng hóa steroid (AAS) được sử dụng chủ yếu trong điều trị nồng độ testosterone thấp ở nam giới. Nó cũng được sử dụng trong liệu pháp hormone cho người chuyển giới. Nó được tiêm bằng cách tiêm bắp thường cứ sau một đến bốn tuần một lần.
Tác dụng phụ của testosterone enanthate bao gồm các triệu chứng nam tính như mụn trứng cá, tăng trưởng tóc, thay đổi giọng nói và tăng ham muốn tình dục. Thuốc là một steroid tổng hợp androgen và đồng hóa và do đó là chất chủ vận của thụ thể androgen (AR), mục tiêu sinh học của androgen như testosterone và dihydrotestosterone (DHT). Nó có tác dụng androgen mạnh và tác dụng đồng hóa vừa phải, giúp ích cho việc sản xuất nam tính và phù hợp với liệu pháp thay thế androgen. Testosterone enanthate là một este testosterone và lâu dài tiền chất của testosterone trong cơ thể. Bởi vì điều này, nó được coi là một dạng testosterone tự nhiên và sinh học.
Testosterone enanthate được giới thiệu cho sử dụng y tế vào năm 1954. Cùng với testosterone cypionate, testosterone unecanoate và testosterone propionate, nó là một trong những estrogen testosterone được sử dụng rộng rãi nhất. Ngoài việc sử dụng trong y tế, testosterone enanthate được sử dụng để cải thiện vóc dáng và hiệu suất. Thuốc là một chất được kiểm soát ở nhiều quốc gia và vì vậy sử dụng phi y tế nói chung là bất hợp pháp.

## Sử dụng trong y tế
Testosterone enanthate được sử dụng chủ yếu trong liệu pháp thay thế androgen. Đây là hình thức testosterone được sử dụng rộng rãi nhất trong liệu pháp thay thế androgen. Thuốc được phê duyệt đặc biệt, tại Hoa Kỳ, để điều trị chứng suy sinh dục ở nam giới, dậy thì muộn ở trẻ trai và ung thư vú ở phụ nữ. Nó cũng được sử dụng trong liệu pháp hormone nam hóa cho nam giới chuyển giới. Bản mẫu:Medications and dosages used in hormone therapy for transgender men
| Lộ trình / hình thức                                                | Androgen                                                                         | Liều dùng                        |
| ------------------------------------------------------------------- | -------------------------------------------------------------------------------- | -------------------------------- |
| Uống                                                                | Methyltestosterone                                                               | 30 con200 mg / ngày              |
| Uống                                                                | Fluoxymesterone                                                                  | 10 con40 mg 3x / ngày            |
| Uống                                                                | Calusterone                                                                      | 40 mg 4x / ngày                  |
| Uống                                                                | Normethandrone                                                                   | 40 mg / ngày                     |
| Tiêm <abbr title="<nowiki>Intramuscular</nowiki>">IM                | Testosterone propionate                                                          | 50 con100 mg 3x / tuần           |
| Tiêm <abbr title="<nowiki>Intramuscular</nowiki>">IM                | Testosterone enanthate                                                           | 200 sắt400 mg 1x / 2 trận4 tuần  |
| Tiêm <abbr title="<nowiki>Intramuscular</nowiki>">IM                | Testosterone cypionate                                                           | 200 sắt400 mg 1x / 2 trận4 tuần  |
| Tiêm <abbr title="<nowiki>Intramuscular</nowiki>">IM                | Methandriol (<abbr title="<nowiki>aqueous suspension</nowiki>">aq. Nghi ngờ.)    | 100 mg 3x / tuần                 |
| Tiêm <abbr title="<nowiki>Intramuscular</nowiki>">IM                | Androstanolone (<abbr title="<nowiki>aqueous suspension</nowiki>">aq. Nghi ngờ.) | 300 mg 3x / tuần                 |
| Tiêm <abbr title="<nowiki>Intramuscular</nowiki>">IM                | Thuốc nhỏ giọt propionate                                                        | 100 mg 3x / tuần                 |
| Tiêm <abbr title="<nowiki>Intramuscular</nowiki>">IM                | Nandrolone decanoate                                                             | 50 trận 100 mg 1x / 1 trận3 tuần |
| Tiêm <abbr title="<nowiki>Intramuscular</nowiki>">IM                | Nandrolone phenylpropionate                                                      | 50 con100 mg / tuần              |
| Lưu ý: Liều dùng không nhất thiết phải tương đương. Nguồn: Xem mẫu. |                                                                                  |                                  |

## Tác dụng phụ
Tác dụng phụ của testosterone enanthate bao gồm nam tính hóa cùng những tác dụng khác. Khoảng 10 phần trăm testosterone enanthate sẽ được chuyển đổi thành dihydrotestosterone ở nam giới bình thường. Dihydrotestosterone (DHT) có thể thúc đẩy các đặc điểm nam tính ở cả nam và nữ. Những đặc điểm nam tính này bao gồm: phì đại âm vật, rụng tóc androgenic, sự phát triển của lông trên cơ thể và làm sâu hơn các dây thanh âm. Dihydrotestosterone cũng đóng một vai trò quan trọng trong chức năng tình dục của nam giới và cũng có thể là một yếu tố góp phần gây ra chứng thiếu máu cục bộ ở nam giới như trong một nghiên cứu tiến hành sử dụng finasteride để điều trị chứng thiếu máu cục bộ ở nam giới. Testosterone enanthate cũng có thể dẫn đến sự gia tăng igf-1 và igf-bp. Testosterone enanthate cũng có thể được chuyển đổi thành estradiol bởi aromatase, có thể dẫn đến gynecomastia ở nam giới. Các chất ức chế Aromatase có thể giúp ngăn chặn hoạt động estrogen của testosterone enanthate trong cơ thể.

## Dược lý

### Dược lực học
| Thuốc                  | Tỉ lệ         |
| ---------------------- | ------------- |
| Testosterone           | 1: 1          |
| Testosterone cypionate | 1: 1          |
| Testosterone enanthate | 1: 1          |
| Methyltestosterone     | 1: 1          |
| Fluoxymesterone        | 1: 2          |
| Oxymetholone           | 1: 3          |
| Oxandrolone            | 1: 3 Vé1: 13  |
| Nandrolone decanoate   | 1: 2.5 Từ1: 4 |
| Nguồn: Xem mẫu.        |               |

Testosterone enanthate là một tiền chất của testosterone và là một androgen và đồng hóa steroid androgenic (AAS). Đó là, nó là một chất chủ vận của thụ thể androgen (AR).

### Dược động học
Testosterone enanthate có thời gian bán thải là 4,5 ngày và thời gian cư trú trung bình là 8,5 ngày khi sử dụng tiêm bắp. Nó đòi hỏi phải quản lý thường xuyên khoảng một lần mỗi tuần, và sự dao động lớn về mức độ testosterone dẫn đến nó, với mức độ ban đầu được nâng lên và siêu âm.
| Este testosterone | Hình thức              | Con đường lãnh đạo | Nửa đời thải trừ | Thời gian cư trú trung bình |
| --- | ---------------------- | ------------------ | ---------------- | --------------------------- |
| Testosterone không làm mất cân bằng | Viên nang chứa đầy dầu | Uống               | 1,6 giờ          | 3,7 giờ                     |
| Testosterone propionate | Dung dịch dầu          | Tiêm bắp           | 0,8 ngày         | 1,5 ngày                    |
| Testosterone enanthate | Dung dịch dầu thầu dầu | Tiêm bắp           | 4,5 ngày         | 8,5 ngày                    |
| Testosterone không làm mất cân bằng | Dung dịch dầu hạt trà  | Tiêm bắp           | 20,9 ngày        | 34,9 ngày                   |
| Testosterone không làm mất cân bằng | Dung dịch dầu thầu dầu | Tiêm bắp           | 33,9 ngày        | 36,0 ngày                   |
| Testosterone buciclate a | Sự ngưng tụ            | Tiêm bắp           | 29,5 ngày        | 60,0 ngày                   |
| Lưu ý: Testosterone cypionate có dược động học rất giống với <abbr title="<nowiki>testosterone enanthate</nowiki>">TE. Chú thích: a = Không bao giờ bán trên thị trường. Nguồn: Xem mẫu. |                        |                    |                  |                             |

## Hóa học
Testosterone enanthate, hoặc testosterone 17β-heptanoate, là một steroid androstane tổng hợp và là một dẫn xuất của testosterone. Nó là một este androgen; Cụ thể, nó là C17β enanthate (heptanoate) este của testosterone.

## Lịch sử
Testosterone enanthate được mô tả sớm nhất là vào năm 1952  và lần đầu tiên được giới thiệu sử dụng trong y tế tại Hoa Kỳ vào năm 1954 dưới tên thương hiệu Delatestryl.

## Xã hội và văn hoá

### Tên gốc
Testosterone enanthate là tên gốc của thuốc và USAN và BAN của nó. Nó cũng được gọi là testosterone heptanoate.

### Tên biệt dược
Testosterone enanthate được bán trên thị trường chủ yếu dưới tên biệt dược Delatestryl.
Nó cũng đã hoặc đang được bán trên thị trường dưới nhiều tên thương hiệu khác, bao gồm, trong số những tên khác:
- Andro LA
- Andropository
- Depandro
- Durathate
- Everone
- Testostroval
- Testrin
- Testro LA
- Ximosted

### Tính khả dụng
Testosterone enanthate có sẵn ở Hoa Kỳ và rộng rãi ở khắp nơi trên thế giới. Testosterone enanthate (testosterone heptanoate) thường có sẵn ở nồng độ 200 mg mỗi ml chất lỏng.

### Tình trạng pháp lý
Testosterone enanthate, cùng với AAS khác, là chất được kiểm soát theo lịch III ở Hoa Kỳ theo Đạo luật về các chất bị kiểm soát và là chất được kiểm soát theo lịch IV ở Canada theo Đạo luật về Thuốc và Chất được Kiểm soát.

## Nghiên cứu
Kể từ tháng 10 năm 2017, một công thức tự động tiêm testosterone enanthate đã được đăng ký để điều trị chứng suy sinh dục ở Hoa Kỳ.

### Xyosted
Vào ngày 1 tháng 10 năm 2018, Cơ quan Quản lý Thực phẩm và Dược phẩm Hoa Kỳ (FDA) đã công bố phê duyệt Xyosted. Xyosted, một sản phẩm của Antares Pharma, Inc., là một loại thuốc tiêm tự động dùng một lần duy nhất giúp phân phối testosterone enanthate. Xyosted là sản phẩm enanthate dưới da đầu tiên được FDA phê chuẩn cho liệu pháp thay thế testosterone ở nam giới trưởng thành.